# Kato (district)
Katō (Japans: 加東郡, Katō-gun) was een district in de prefectuur Hyogo in Japan.
In 2003 had het district naar schatting 40.479 inwoners en een bevolkingsdichtheid van 257,03 bewoners per km². Het totale gebied besloeg 157,49 km².

## Geschiedenis
Op 20 maart 2006 werden de plaatsen in het district Yashiro, Takino en Tojo, samengevoegd tot de nieuwe stad Kato. Het District Kato verdween na deze fusie.
Steden:
Aioi · Akashi · Ako · Amagasaki · Asago · Ashiya · Awaji · Himeji · Itami · Kakogawa · Kasai · Kato · Kawanishi · Kobe (hoofdstad) · Miki · Minamiawaji · Nishinomiya · Nishiwaki · Ono · Sanda · Sasayama · Shiso · Sumoto · Takarazuka · Takasago · Tamba · Tatsuno · Toyooka · Yabu

Districten:
Ako · Ibo · Kako · Kanzaki · Kawabe · Mikata · Sayo · Taka
Gemeenten per district